# Phú Quốc
Phu Quoc is een eiland in het zuiden van Vietnam (in de Golf van Thailand, dat een onderdeel is van de Zuid-Chinese Zee). Phu Quoc wordt ook wel het smaragdeiland genoemd vanwege de natuurlijke schatten die op het eiland te vinden zijn. Zo vind je hier de mooiere stranden van Vietnam. Ook het binnenland is ongerept. Het district Phu Quoc van de Kiên Giang provincie bestaat uit het eiland en 21 aangrenzende kleinere eilandjes, waaronder de Thổ Chu-eilanden.
Het eiland heeft een oppervlakte van 568 km² en telt ongeveer 70.000 inwoners. De hoofdplaats van het eiland is het aan de westkust gelegen Dương Đông, aan de gelijknamige rivier. Hier woont het grootste deel van de bevolking van het eiland. Daar bevindt zich ook de luchthaven van Phu Quoc.

## Economie
Phu Quoc is een belangrijk toeristisch centrum. Populaire stranden zijn Truongstrand, Saostrand en Ganh Daustrand. Het eiland is ook populair bij duikers en snorkelaars.
Phu Quoc heeft een belangrijke fabriek van vissaus.

## Natuur
Het eiland bestaat voor 90% uit tropisch woud waarvan een deel beschermd is als nationaal park. Op het eiland komen diersoorten als de Indochinese langoer en de neushoornvogel voor.

## Bezienswaardigheden
- Sung Hung-pagode
- Dau-tempel van Dinh Cau, die ook dienst doet als vuurtoren
- Cao Dai-tempel
- Gevangenis van Coconut Tree, een gevangenis uit de Franse, koloniale tijd

## Betwisting
Het eiland ligt tegenover de Cambodjaanse kust en wordt opgeëist door Cambodja, hoewel het vrijwel zonder onderbreking in Vietnamees bezit was. De onenigheid over het eiland dateert nog van pre-koloniale tijden: volgens de Cambodjanen hadden de Vietnamezen het eiland destijds met geweld en onrechtmatig veroverd. Op 1 mei 1975 bezetten de Rode Khmer het eiland, maar zij vrij snel weer verjaagd door de Vietnamezen. Dit was het begin van doorlopende schermutselingen aan de Vietnamees-Cambodjaanse grens die uiteindelijk culmineerden in de Cambodjaans-Vietnamese Oorlog. In deze oorlog wisten de Vietnamezen de Rode Khmer als regering te vervangen, en de nieuwe regering deed in 1982 officieel afstand van het eiland. Er bestaan echter nog irredentistische gevoelens in Cambodja ten opzichte van het eiland.

## Trivia
- De Thai ridgebackdog wordt ook wel Phu Quoc-hond genoemd. Het is een hondenras met een speciaal kenmerk. De vacht op de rug vertoont een streep waar de haren in de andere richting groeien. Dit maakt de hond gewild en duur. Er is één grote kennel op het eiland waar deze hond wordt gefokt.